# Український Микола Олексійович
Микола Олексійович Украї́нський (нар. 1 січня 1935, Весела Лопань) — український оперний співак (тенор).

## Біографія
Народився 1 січня 1935 року в селі Весела Лопань Бєлгородського району Бєлгородської область РРФСР. Вокальну освіту здобув приватно.
Творчу діяльність почав в Ансамблі пісні і танцю Балтійського флоту (1958—1959, 1960—1964 роки). У 1964—1970 роках — соліст Пермського, у 1970—1974 роках — Свердловського, з 1974 року — Дніпропетровського театрів опери та балету.

## Партії
- Богун («Богдан Хмельницький» К. Данькевича);
- Володимир Ігоревич («Князь Ігор» О. Бородіна);
- Ликов («Царева наречена» М. Римського-Корсакова);
- Княжич, Ленський, Водемон («Чародійка», «Євгеній Онєгін», «Іоланта» П. Чайковського);
- Самозванець («Борис Годунов» М. Мусоргського);
- Альфред, Герцог, Річард («Травіата», «Ріголетто», «Бал-маскарад» Дж. Верді);
- Фауст («Фауст» Ш. Ф. Гуно);
- Рудольф («Богема» Дж. Пуччіні);
- Альмавіва («Севільський цирульник» Дж. Россіні);
- Клембовський («Семен Котко» С. Прокоф'єва);
- Олексій («Оптимістична трагедія» О. Холмінова).

## Відзнаки
- Заслужений артист УРСР з 1975 року;
- Лауреат Державної премії УРСР імені Т. Г. Шевченка (за 1978 рік; разом з К. Данькевичем, П. Вариводою, А. Ареф'євим, В. Кіосе, А. Даньшиним, Н. Суржиною за оперу «Богдан Хмельницький» (нова редакція) у Дніпропетровському театрі опери та балету)[1].